# Steve Pisani
Steve Pisani, né le 7 août 1992 à Malte, est un footballeur international maltais. Il joue au poste de milieu central pour les Sliema Wanderers.

## Biographie

### Carrière en club
Dans sa jeunesse, Pisani fait partie de l'académie du club basé San Gwann.
En 2010, il devient joueur des Hibernians. Pisani fait ses débuts dans le championnat maltais, le 11 septembre 2010 lors d'un match contre Floriana (3-1). Lors de la saison suivante 2011-12, Pisani devient  titulaire dans l'équipe principale et remporte la coupe nationale avec l'équipe. En juillet 2012, il fait ses débuts en compétition européenne, lors du match de qualification de la Ligue Europa contre le club bosnien de Sarajevo (6-9 au total pour les Bosniens). De 2013 à 2014, il joue en prêt pour Floriana.
À l'été 2014, il devient joueur de Floriana à plein temps. Au cours de la saison 2016-17, avec l'équipe, il remporte la Coupe de Malte et la Super Coupe. À l'hiver 2019, il s'installe à Balzan, et deux ans plus tard à Gżira United.
Le 5 juillet 2023, Pisani signe au Santa Lucia FC.

### Carrière en sélection
Il est joueur de l'équipe nationale de Malte des moins de 19 ans et des espoirs.
Il fait ses débuts en équipe de Malte le 28 mars 2015 lors de la qualification du Championnat d'Europe 2016 contre l'Azerbaïdjan (0-2).

## Palmarès

### En club
| Hibernians FC (2) | Floriana FC (2)                                                                        | Balzan FC (1)                                                                          |
| --- | -------------------------------------------------------------------------------------- | -------------------------------------------------------------------------------------- |
| - Championnat de Malte : - Vice-champion : 2012 et 2013. - Coupe de Malte (2) : - Vainqueur : 2012 et 2013. - Supercoupe de Malte : - Finaliste : 2012 et 2013. | - Coupe de Malte (1) : - Vainqueur : 2017. - Supercoupe de Malte : - Vainqueur : 2017. | - Coupe de Malte (1) : - Vainqueur : 2019. - Supercoupe de Malte : - Finaliste : 2019. |